# Nicolas Lafitte (auteur)
Pour le joueur français de rugby à XV, voir Nicolas Lafitte.
Pour les articles homonymes, voir Lafitte.
Nicolas Lafitte, né le 19 décembre 1984 est un animateur, auteur et comédien français.

## Biographie

### Jeunesse et débuts
Nicolas Lafitte grandit à Brive-la-Gaillarde, en Corrèze.
Il a commencé le saxophone et le chant au Conservatoire de musique de Brive.
Il a étudié la musicologie à l’Université de Poitiers où il obtient un DEUG puis il entreprend une Licence professionnelle des métiers de l’art lyrique et du théâtre chanté. Il fait plusieurs stages d’assistant de mise en scène avant de décrocher un stage à Radio France.

### Radio
A 22 ans, il débute comme attaché de production à France Musique notamment pour les émissions de Frédéric Lodéon, Benoît Duteurtre, Arnaud Merlin, Emmanuelle Gaume. Il débute à l’antenne par quelques chroniques et reportages puis anime plusieurs émissions d’été telles que Du Caf’conc’ à la Rive gauche, Leur belle saison, Le tour de France en chanson.
Entre 2014 et 2016, il est producteur délégué adjoint de La Matinale Culturelle auprès de Vincent Josse. Il anime chaque matin la session musicale où il reçoit des musiciens en live du monde du classique, de la chanson, du jazz et de la world,.
En parallèle, il anime une émission pour les enfants Klassiko Dingo qui répond à toutes les questions que les enfants se posent sur la musique. Il participe aux P'tits Bateaux sur France Inter à plusieurs reprises pour répondre aux questions des enfants.
Jusqu'en janvier 2018, il présente Concerts Maison, le meilleur des concerts de Radio France.
Depuis 2024, il conçoit et anime Le Labo musical de Nico, un podcast de vulgarisation musicale destiné aux enfants, aux adolescents et à leurs parents, diffusé sur France Musique. Ce programme mêle exploration scientifique et musicale à travers des épisodes courts, ludiques et pédagogiques. 

### Direction et collaborations artistiques
À Marseille, Nicolas Lafitte est directeur délégué et co-directeur artistique du festival Tous en sons de 2019 à 2024. En parallèle, il collabore chaque année à la conception de formes scéniques et à la programmation du festival de littérature Oh les beaux jours.,
Il conçoit en 2020 le cycle de spectacles jeune public Musique et M’Omes au Musée d’Orsay et en 2023 le cycle littérature et musique L’Écho des Nymphéas pour le Musée de l’Orangerie dans lequel il programme de nombreux artistes et écrivains tels que Nancy Huston, Valérie Zenatti, Arthur Teboul, Arnaud Cathrine ou Clara Ysé.

### Transmission
Nicolas Lafitte collabore avec de nombreuses institutions musicales telles que l’Opéra de Paris, Accentus, l’Orchestre National de Jazz, la Philharmonie de Paris ou l’Orchestre de chambre de Paris pour lesquelles il écrit des podcasts, des vidéos pédagogiques ou des formes scéniques,.

### Livres
- Musique pas bête adaptation de son émission de radio Klassiko Dingo, avec Bertrand Fichou, illustré par Pascal Lemaitre. Octobre 2016 aux éditions Bayard jeunesse et Radio France éditions[12],[13].
- Chantons pas bête illustré par Pascal Lemaitre. Novembre 2018 aux éditions Bayard jeunesse, qui rencontre un beau succès critique (3TTT Télérama – Le Point Pop)[14],[15].
- 100 % Sons et Musique illustré par Marie Bretin. Février 2024 aux éditions Bayard Jeunesse et en partenariat avec la Philharmonie des enfants – Philharmonie de Paris.
- Le Grand livre des instruments de musique illustré par Johan Papin et Aurélien Cantou. Octobre 2024, aux éditions Bayard jeunesse

### Podcast
- Ca résonne en nous avec l’Opéra de Paris et Binge audio, 2 saisons, 2022, 2023. (3TTT Télérama)[16]
- La voix de Zoé avec le chœur Accentus et Bayam, 2020.

### Scène
- Dessine-moi un chef-d'œuvre, Musée du Louvre. Cycle de spectacles autour des oeuvres du Louvre avec Laetitia Coryn et Axl-s. Auditorium Michel Laclotte 2024/2025 - 2025/2026[17]

- Napoli Live, Musée du Louvre. Auditorium Michel Laclotte, juin 2023[18].
- Frame by Frame avec l’Orchestre National de Jazz. Création au Théâtre du Châtelet à Paris, juin 2023[19].
- Musique pas bête – le spectacle de Nicolas Lafitte. Avec Lionel Romieu, Nicolas Lafitte, mise en scène d'Agnès Audiffren. Recréation parisienne au Studio des Champs-Élysées octobre 2019[20]. Crée au Théâtre du Gymnase à Marseille en mars 2019[21].
- Hortense Schneider - La Diva bordelaise auteur, récitant, metteur en espace. Sous la direction de Marc Minkowski. Création à l’Auditorium de Bordeaux en octobre 2019[22].
- Bach Show de et avec Nicolas Lafitte et la guitariste Gaëlle Solal. Crée au festival Ré Majeur en novembre 2018 et repris au festival Mars en Baroque à Marseille[23],[24].
- Aymes qui voudra récitant avec Jean-Marc Aymes au clavecin. Salle Musicatreize Marseille, octobre 2018[25]
- Scarlatti récitant avec Jean-Marc Aymes au clavecin. Salle Musicatreize, Marseille, janvier 2018[26]